# Pachydelphus africanus
Pachydelphus africanus är en spindelart som först beskrevs av Simon 1894.  Pachydelphus africanus ingår i släktet Pachydelphus och familjen täckvävarspindlar. Inga underarter finns listade i Catalogue of Life.